# Psoesennes I
Psoesennes I was de derde koning van de 21e dynastie van het oude Egypte. Zijn eerst naam betekent: "De ster verschijnt in de stad, Geliefd door Amon" zijn tweede naam betekent: "Groot is de manifestatie van Re, gekozen door Re".

## Biografie
Hij is mogelijk de zoon van Pinudjem I en van Henuttaui. Zijn zuster-echtgenote was Mudnetjmet.
Verder was de godsvrouw van Amon Maatkare zijn zuster en de hogepriesters van dezelfde god Masaharta en Mencheperre zijn broers. Van een van zijn bijvrouwen, Wiai genaamd, stamt de echtgenote van Mencheperre, Isetemachbit af.
Een verwantschap met de 20e dynastie wordt mogelijk aangegeven door een variant op zijn naam Ramses-Psoesennes, en de naam van een zoon Ramses-Anchefenmut. De laatste was opperbevelhebber. Een andere zoon van Psoesennes I bij Mudnedjmet is de kroonprins en opvolger Amenemope.
Zijn politiek beperkte zich waarschijnlijk geheel tot het zeker stellen van de grenzen. Egypte was een zwak land in zijn veelbewogen dagen. In de laatste drie jaar van zijn regering was Amenemope waarschijnlijk mederegent.

### Titels
- Horus-naam: Sterke stier, in de armen van Amon, rijk aan macht, die in Thebe schittert
- Nebti-naam: Groot in monumenten te Karnak,
- Gouden Horus-naam: Die de gestalten verenigt, die de negen bogen (der vijanden) bedwingt, die in zijn kracht alle landen verovert
- Troonnaam: Groot van gestalte, een Ra, uitverkorene van Amon
- Eigennaam: De ster die in de stad (Thebe) verschenen is (Pasebachaenniut, Gr.: Psusennes).

## Het graf
Het graf van Psoesennes werd in 1939 door Pierre Montet gevonden en voor het eerst betreden in februari 1940. Het is graf Nr. 3 in Tanis. Net als dat van Toetanchamon was het ongeschonden. In mei 1940 keerde Montet na de berichten over de Duitse inval in Frankrijk ijlings terug naar zijn familie, het open graf van Psoesennes achterlatend. Toen de Fransen na de oorlog terugkeerden, bleek alles nog aanwezig.
In het graf bevond zich Psoesennes zelf, zijn echtgenote Mutnedjmet, prins Anchefenmut in een zijkamer en in de voorkamer de generaal en hoofd over de priesters van alle goden Wendjebaendjed. Later waren in de voor Mutnedjmet gebouwde kamer ook Amenemope en in de voorkamer Sjosjenq II bijgezet.
De buitenste sarcofaag van graniet was overgenomen van Merenptah. Deze omsloot een tweede kist uit zwart graniet en deze weer een derde uit massief zilver. Aan deze kist ontleent Psoesennes de bijnaam "de zilveren farao" (de andere teruggevonden farao's lagen in een gouden kist).
Het belangrijkste stuk van het grafgerei was het gouden dodenmasker. De mummie viel bij het openen van het graf volledig uiteen. Wel zijn de schedel en verscheidene botten bewaard gebleven en opgeslagen in Caïro. Volgens Professor D.E Derry, die de overgebleven botten als eerste heeft onderzocht in 1940, is Psoesennes een zeer oude man geworden.